# Van den Eynde (geslacht)
Van den Eynde is een oud adellijke geslacht van Nederlandse afkomst, waarvan leden vóór 1600 toetraden tot de Nederlandse adel en in de eerste helft van de 17e eeuw de Italiaanse adel (als Markiezen). De familie was vooral prominent in het 16e-eeuwse Delft, 17e-eeuwse Antwerpen, en Napels. Een van de vroegst bekende leden die het familiewapen met drie eenden gebruikte, was Jacob Van den Eynde, raadpensionaris van Delft, en de hoogste functionaris in het graafschap Holland. Jan van den Eynde werd na zijn verhuizing naar Napels een van de rijkste mannen van de Italiaanse stad, en eigenaar van een van de grootste kunstcollecties van Italië. In Napels fuseerden de Van den Eyndes eerst met de adellijk geslacht Piccolomini (en), onder andere; en later met de Colonna (en) en Carafa (en), twee van de machtigste Italiaanse adellijke families.

## Geschiedenis

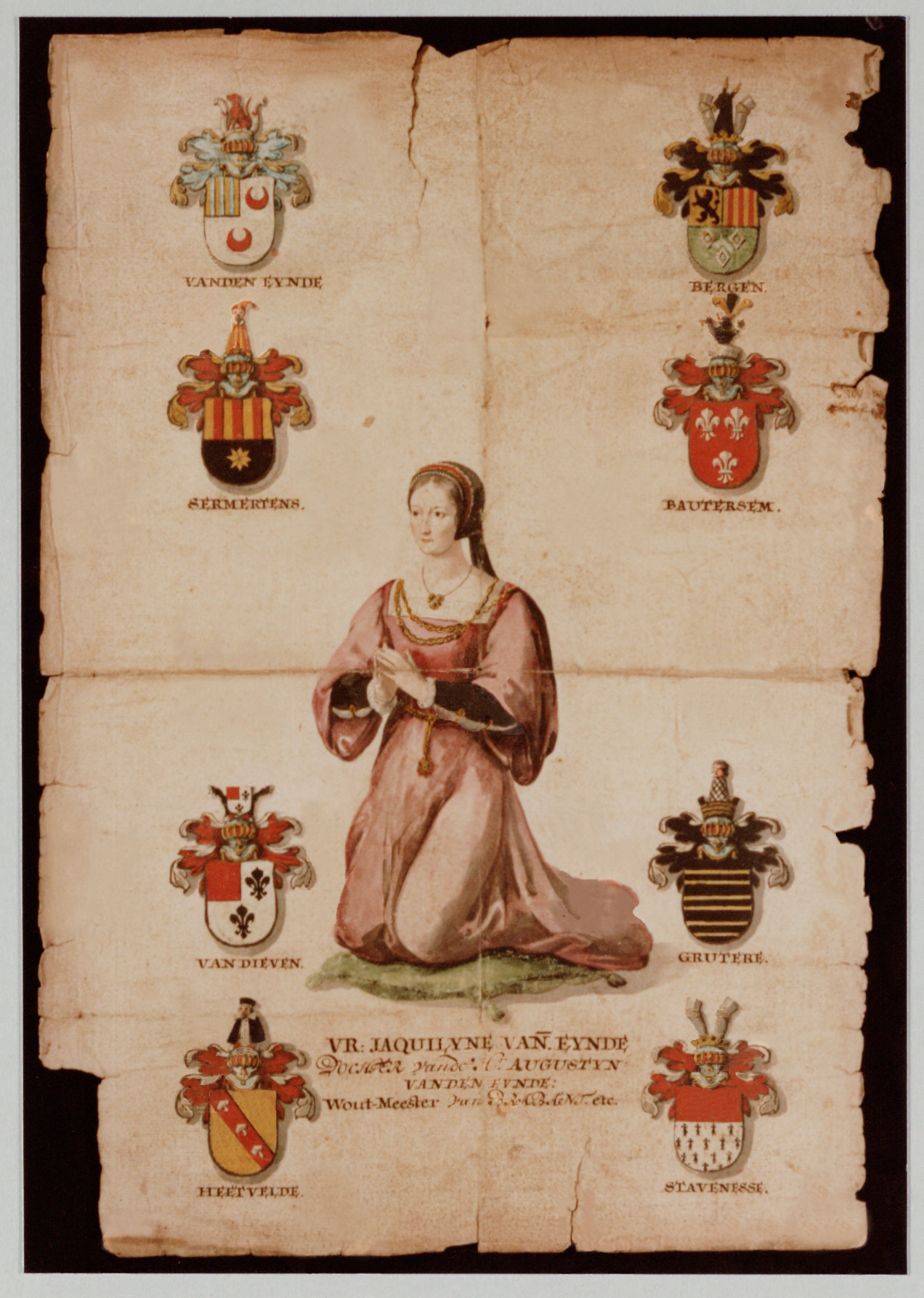
Jacoba van den Eynde. Linksboven het Utrechtse Van den Eynde 15e-eeuwse wapen

### Achternaam
Hoewel vaak wordt aangenomen dat het van "van den einde" is afgeleid, stond Van den Eynde waarschijnlijk oorspronkelijk voor "van de eend". Dit blijkt uit het wapen van Van den Eynde, waaruit de achternaam zou kunnen voortvloeien. Als alternatief kan het heraldische lager zijn gemaakt om de naam van de drager te vertegenwoordigen.
Een van de eerste edellieden van Van den Eynde die het drie-eendenwapen gebruikte, was Jacob van den Eynde, een staatsman uit Delft. Jacob van den Eynde was pensionaris van Delft en in 1560 werd hij raadpensionaris van Holland. Hij was de "hoogste ambtenaar in het graafschap Holland" ([...] the highest official in the county of Holland). In 1568 werd hij beschuldigd van ketterij, en naar Brussel gebracht, waar hij in de gevangenis stierf in afwachting van zijn proces. Zijn zoon, ook wel Jacob genoemd, was jonkheer en kastelein van Woerden.
De Van den Eynde had eerder bekendheid verworven in Utrecht, waar ze geassocieerd werden met de Tuyll. Jacoba van den Eynde trouwde met Jacob van Serooskerke. Zij en haar man woonden op Kasteel Zuylen. Eind 15e en begin 16e eeuw adopteerde de Van den Eynde een ander wapen in Utrecht.

### Napolitaanse tak
In het begin van de 17e eeuw verhuisden twee Van den Eyndes uit Antwerpen, Ferdinand van den Eynde en zijn broer Jan, naar Italië. Ferdinand, de oudste, was een koopman en kunsthandelaar die zich in Rome vestigde, waar hij deel ging uitmaken van de plaatselijke Nederlandse gemeenschap. Hij verzamelde een waardevolle collectie schilderijen, vervaardigd door enkele van de meest vooraanstaande kunstenaars van die tijd, die hij na zijn vroegtijdige dood in 1630 aan zijn broer Jan naliet. Ferdinand van den Eynde werd begraven in de kerk van Santa Maria dell'Anima in Rome. Zijn sculpturale grafschrift werd uitgevoerd door François Duquesnoy.
Jan van den Eynde vestigde zich in Napels. Hij vergrootte zijn rijkdom snel door te handelen in graan en edelstenen. Later werd hij een succesvolle bankier. In 1636 werd Jan van den Eynde zakenpartner van Gaspar Roomer, en mede-eigenaar van zijn bedrijf. Roomer's bedrijf handelde in luxe goederen, kant, zijde, graan, diamanten en scheepsverzekeringen. Toen Van den Eynde partner van Roomer werd, nam het omzetvolume van het bedrijf aanzienlijk toe, met name in de tussenhandel en de zijdehandel. Ferdinand en Jan van den Eynde verhandelden met gemak goederen tussen Antwerpen en Zuid-Italië, dankzij hun connecties in de Vlaamse stad. Ze verhuisden ook kunstwerken tussen Antwerpen en Italië, wat bijdroeg tot de verspreiding van "nieuwe smaken en kunststromingen" in Napels. De Van den Eynde waren bloedverwant en door huwelijk met verschillende opmerkelijke Nederlandse kunstenaars, waaronder Brueghel, de Jode, Lucas en Cornelis de Wael, en de Gillemans.

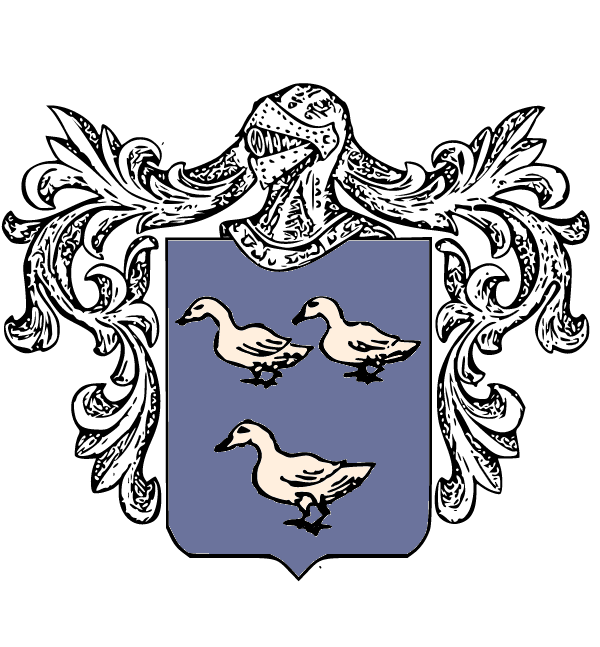
Familiewapen

Jan van den Eynde werd later een van de rijkste mannen van Napels en een populair figuur in de Zuid-Italiaanse stad. Hij vermaakte de onderkoningen en ontwikkelde sterke banden met de Italiaanse adel. Van den Eynde verwierf het Palazzo Zevallos Stigliano in 1653. Hij restaureerde het paleis en vulde het met een aanzienlijke collectie schilderijen. Van den Eynde was een fervent kunstverzamelaar, en hij bracht een van de grootste schilderijencollecties in de napoletano samen. Van den Eynde kocht eind 17e eeuw een adellijke titel voor zijn zoon Ferdinand. Zo werd zijn zoon de eerste markies van Castelnuovo. Van den Eynde huwde zijn twee dochters (Giovanna en Caterina) met de erfgenamen van twee vooraanstaande lokale adellijke families (de Gennaro en Mastrilli). Hij legde zijn kleinzonen en erfgenamen van de twee adellijke huizen op om zijn achternaam aan die van henzelf toe te voegen, wat ze ook deden.
Ferdinand, 1st Markies van Castelnuovo, breidde de collectie van het Palazzo Zevallos verder uit en bouwde het weelderige Palazzo Vandeneynden, tegenwoordig bekend als Villa Carafa, in Vomero. Ferdinand trouwde met Olimpia Piccolomini, van het huis van Piccolomini, een nicht van kardinaal Celio Piccolomini. Hij had drie dochters bij haar: Catherine, Giovanna van den Eynde, prinses van Sonnino, en Elizabeth van den Eynde, prinses van Belvedere. Ferdinand stierf aan tuberculose in 1674, hetzelfde jaar als zijn vader Jan.
Zijn dochter Giovanna erfde het grootste deel van het fortuin van de Van den Eynde. Ze trouwde met Giuliano Colonna, lid van het Huis van Colonna, een van de meest opmerkelijke Italiaanse adellijke families. Colonna verwierf de rijkdom van de Van den Eynde, waardoor hij de aandacht op zichzelf kon vestigen en zijn positie in Napels kon versterken na zijn verhuizing daarheen. Twee jaar na zijn huwelijk met Van den Eynde werd Colonna door de koning van Napels uitgekozen als ambassadeur bij de paus voor de traditionele presentatie van de chinea. In de volgende decennia vestigde de Colonna zich stevig in Napels. De kleinzoon van Van den Eynde en Colonna, Marcantonio, werd later onderkoning van Sicilië.
De jongste dochter van Ferdinand, prinses Elizabeth, trouwde met Carlo Carafa, 3e Prins van Belvedere, 6e Markies van Anzi. De Carafa waren destijds samen met de Colonna een van de machtigste Italiaanse families. Door zijn huwelijk met haar verwierf Carafa het Palazzo Vandeneynden in Vomero, dat daarna bekend werd als Villa Carafa van Belvedere.

### Antwerpse tak
De Van den Eynde werd prominent in Antwerpen. Jan Van den Eynde II was een vermogend architect en ondernemer. Hoewel hij in het begin in een rijke familie werd geboren, slaagde hij erin zijn vermogen te vergroten door middel van zijn eigen bedrijf.
Eind 17de eeuw groeide Van den Eynde uit tot een van de meest vooraanstaande families van beeldhouwers in Antwerpen. Zij vormden het informele consortium Quellinus - Verbrugghen - Willemssens - Scheemaeckers - Van den Eynde, dat zich het monopolie op de Antwerpse beeldhouwmarkt verwierf. Samenwerking tussen de werkplaatsen van de bovengenoemde families, aan het einde van de 17e eeuw, zou de belangrijkste factor kunnen zijn om de ingewikkelde "eenheid van stijl en benaderingen te verklaren die het ontwarren van handen bijzonder moeilijk hebben gemaakt voor kunsthistorici".
Onder de Van de Eynde kunstenaars en kunsthandelaren die in de 17e eeuw in Antwerpen prominent werden, zijn er:
- Cornelis van den Eynde (1586 – 1664), architect-ondernemer, beeldhouwer[34][35]
- Sebastiaen van den Eynde, beeldhouwer, zoon van het bovenstaande[34][35]
- Jan van den Eynde I (1592 – 1636), architect-ondernemer, oom van bovenstaande[34]
- Hubrecht van den Eynde, beeldhouwer, broer van het bovenstaande[34][35]
- Norbert van den Eynde, schoonvader van Jan Pauwel Gillemans II en zoon van bovengenoemde[34][35]
- Martinus van den Eynde[34]
- Franciscus van den Eynde, kunsthandelaar, dichter, filosoof, leraar van Baruch Spinoza
- Daniel van den Eynde, koopman, ouderling in Amsterdam[36]

Jan van den Eynde II was de zoon van Cornelis.
Meerdere Van den Eynde kwamen aan de macht tijdens de vroegmoderne tijd, in de regio Antwerpen. Eind 18e eeuw werd Thomas Van den Eynde een machtige pensionaris van Mechelen en haar provincie.
Verschillende mensen wiens familienaam Van den Eynde was (maar niet noodzakelijkerwijs directe afstammelingen van de 17e-eeuwse Antwerpse Van den Eynde) kwamen op verschillende tijdstippen in de Nederlandse en Belgische adelstand. Onder degenen die de laatste tijd in de Belgische adelstand kwamen, is er Oscar van den Eynde de Rivieren, die in 1929 in de Belgische adelstand kwam. Hij werd eigenaar van landgoed Rivieren, waar hij in 1885 een kasteel liet bouwen.

## Wapenschild
Het wapen bestaat uit drie eenden argent op een blauw veld (In blauw drie eendjes van zilver).

## Afbeeldingen

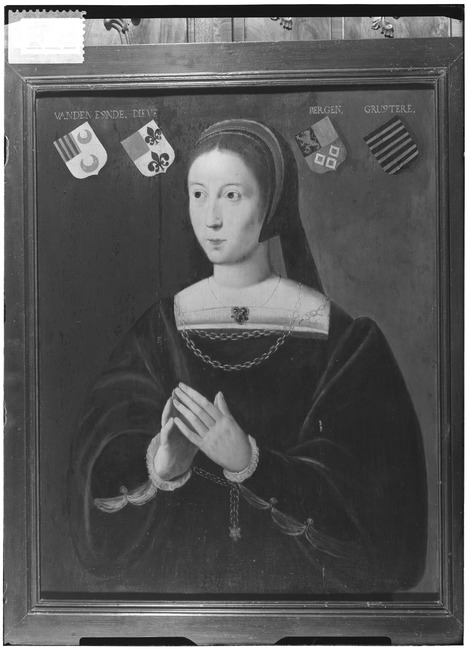
Jacoba van den Eynde, ca. 1500
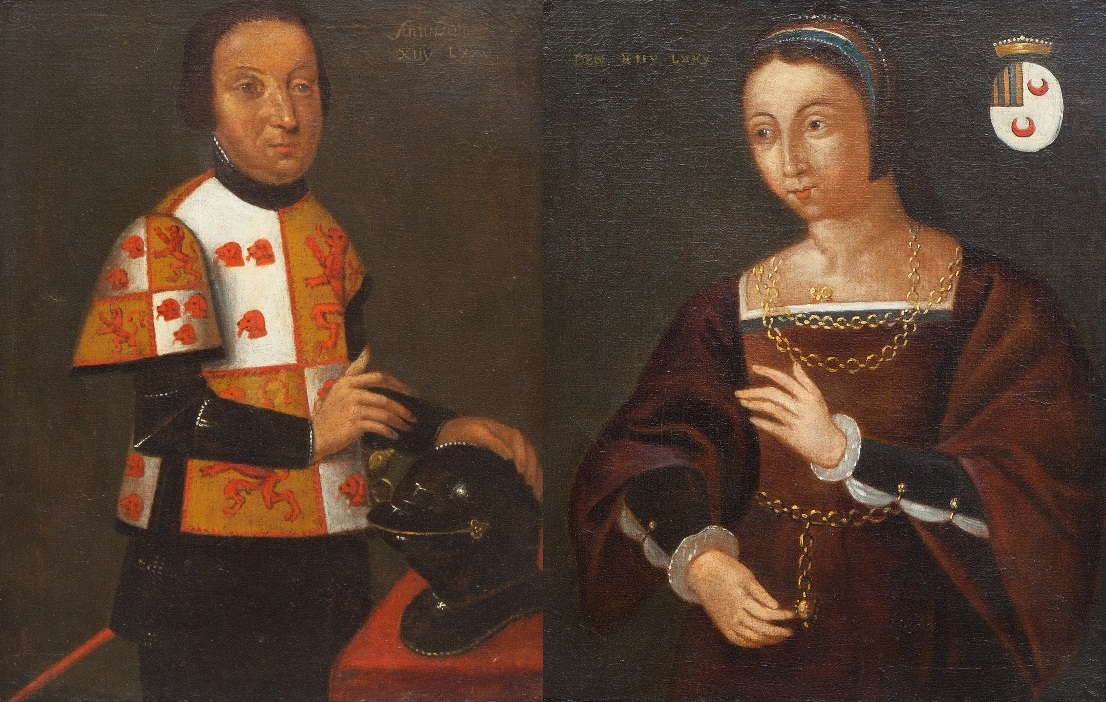
Jacoba van den Eynde en Jacob van Serooskerke
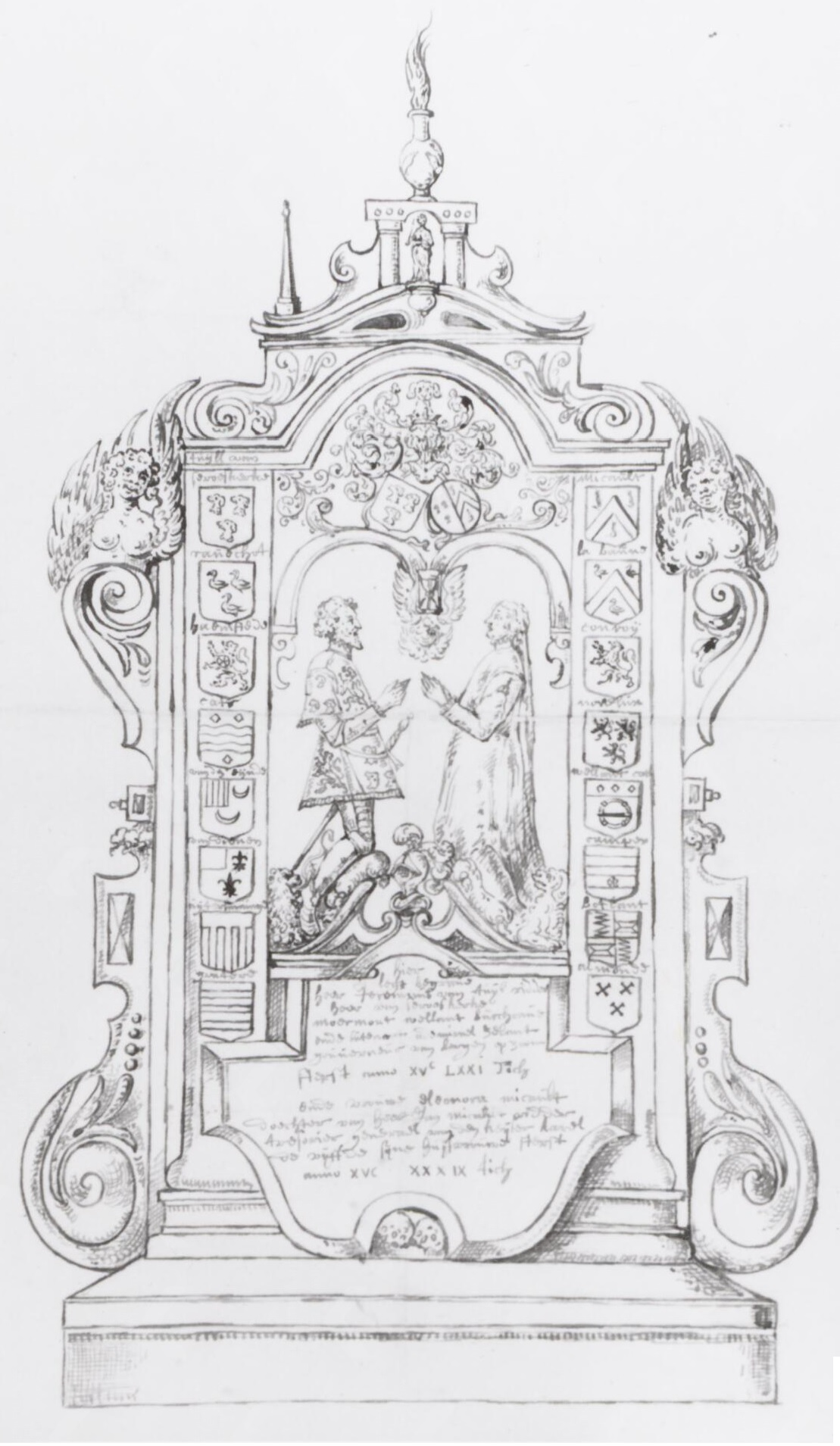
Cenotaaf van Jeronimus van Serooskerke (1500-1571) en Eleonora Micault (1513-1552) in de Sint-Gertrudiskerk in Bergen op Zoom
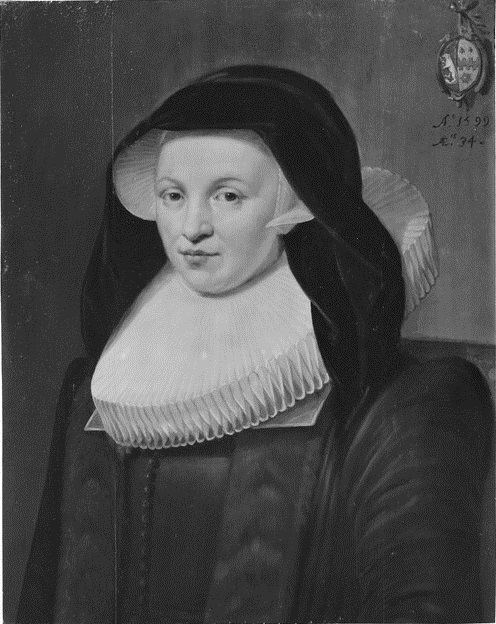
Emerentia van den Eynde, gemalin van Willem van Beveren, Dordrecht, begin 17e eeuw
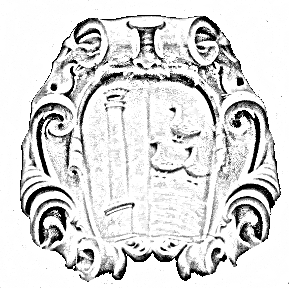
Van den Eynde en Colonna verenigden wapen
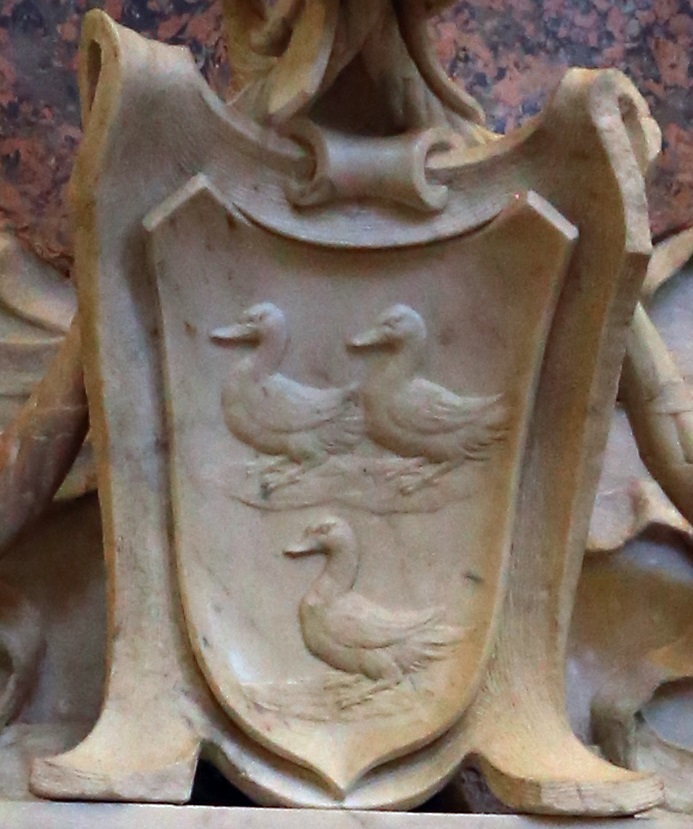
Wapen van Van den Eynde in Rome
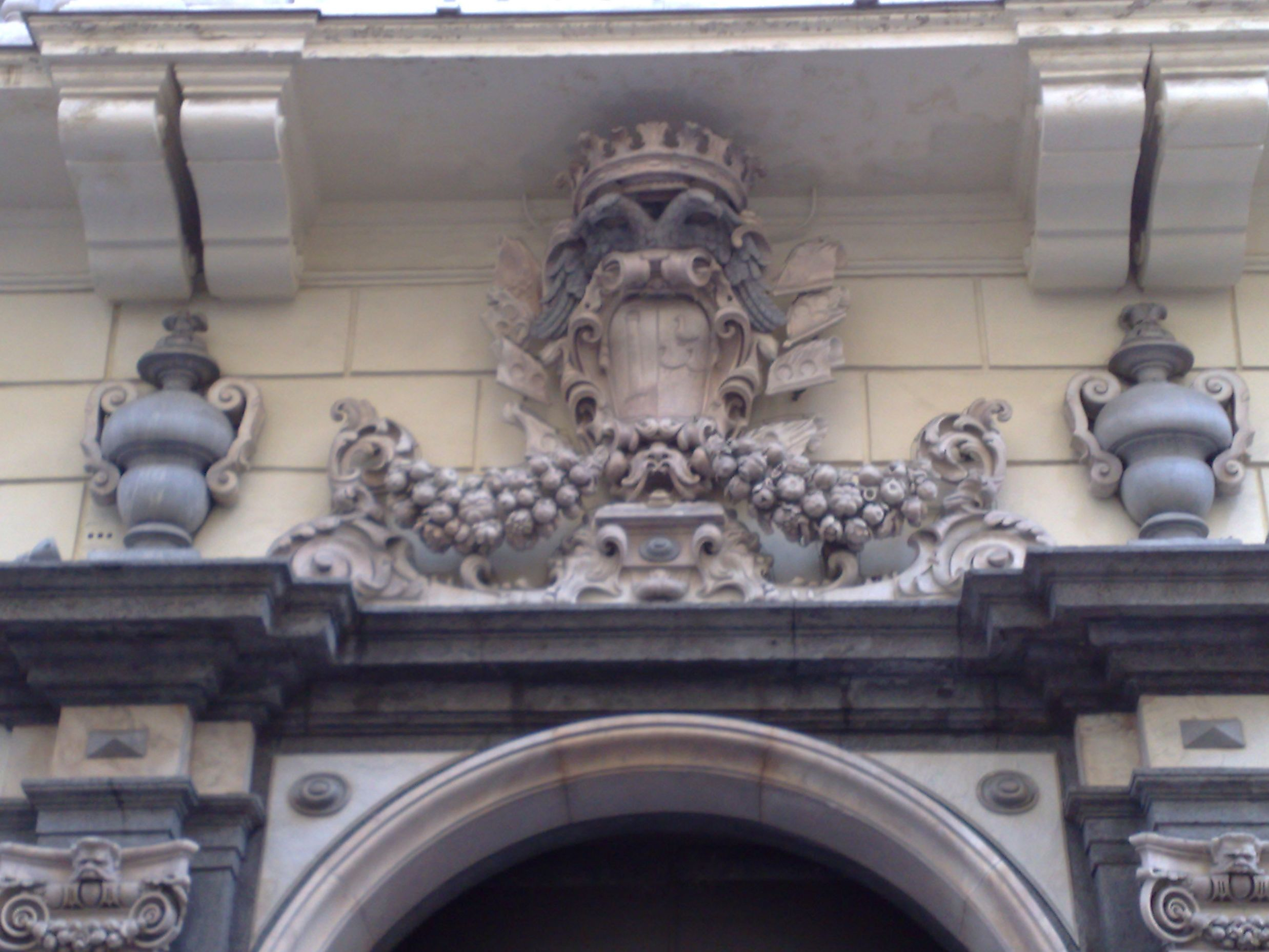
Het wapen van Van den Eynde en Colonna boven de hoofdpoort van Palazzo Zevallos in Napels
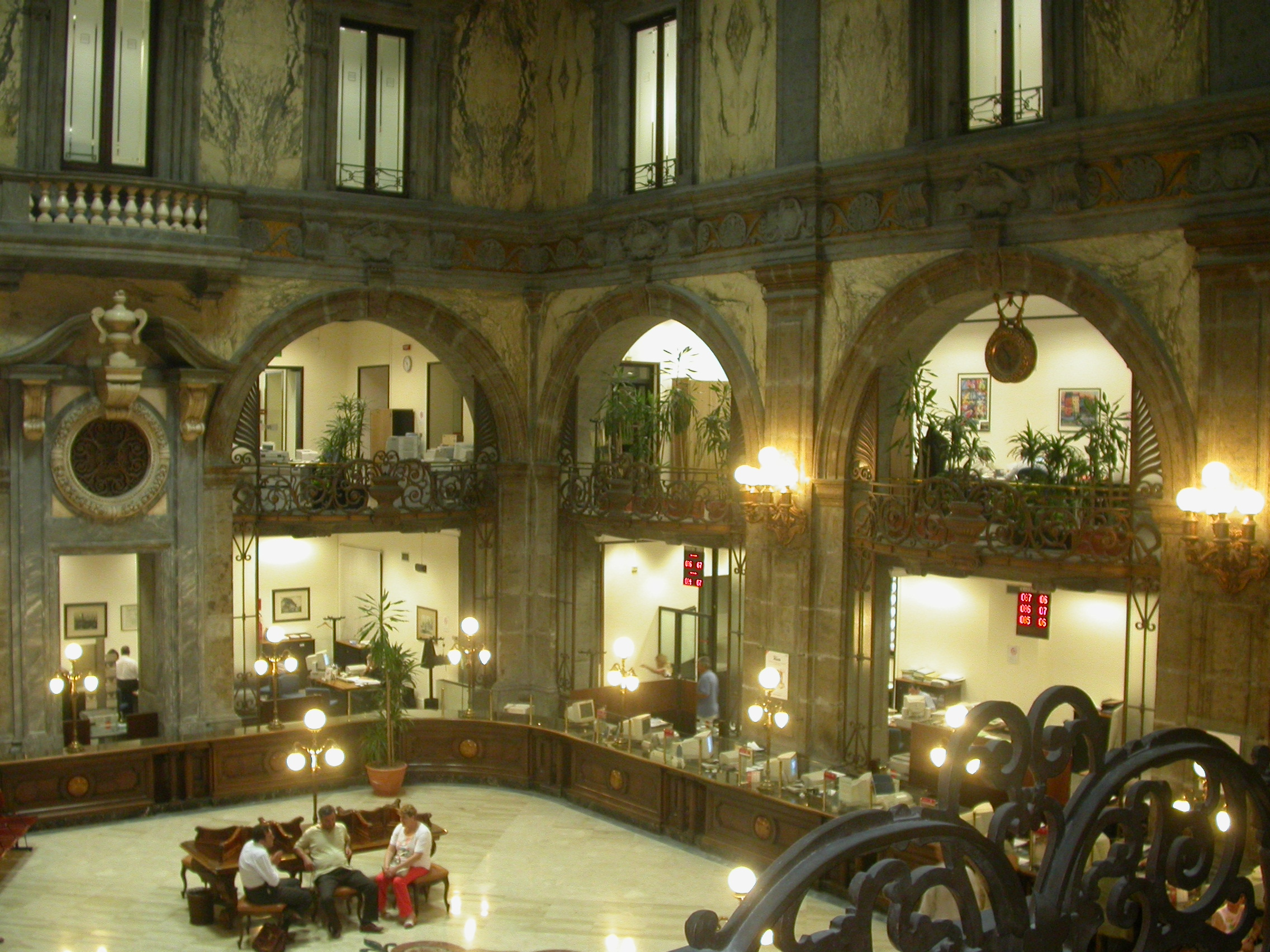
Palazzo Zevallos, binnenhof
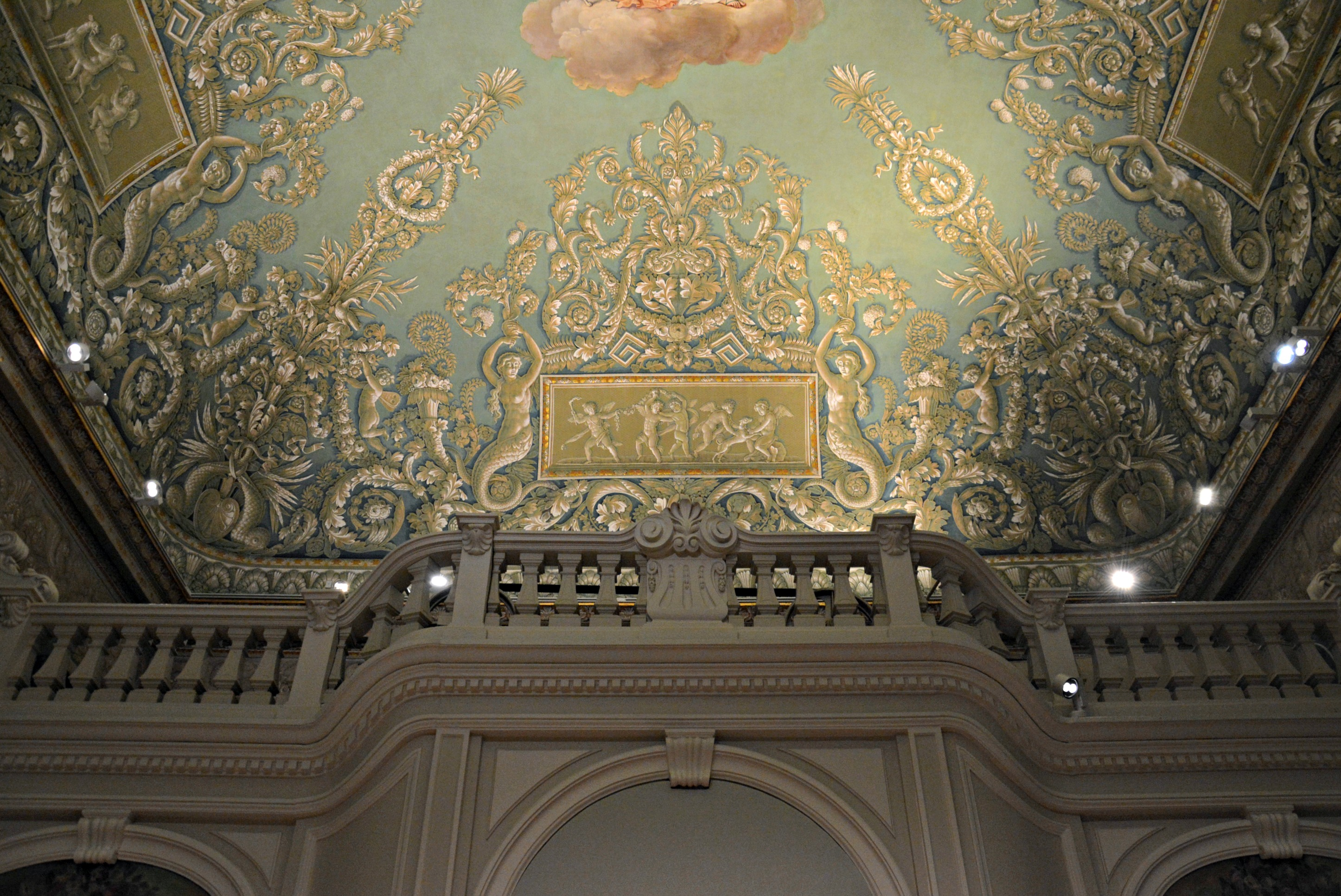
Palazzo Zevallos, plafond
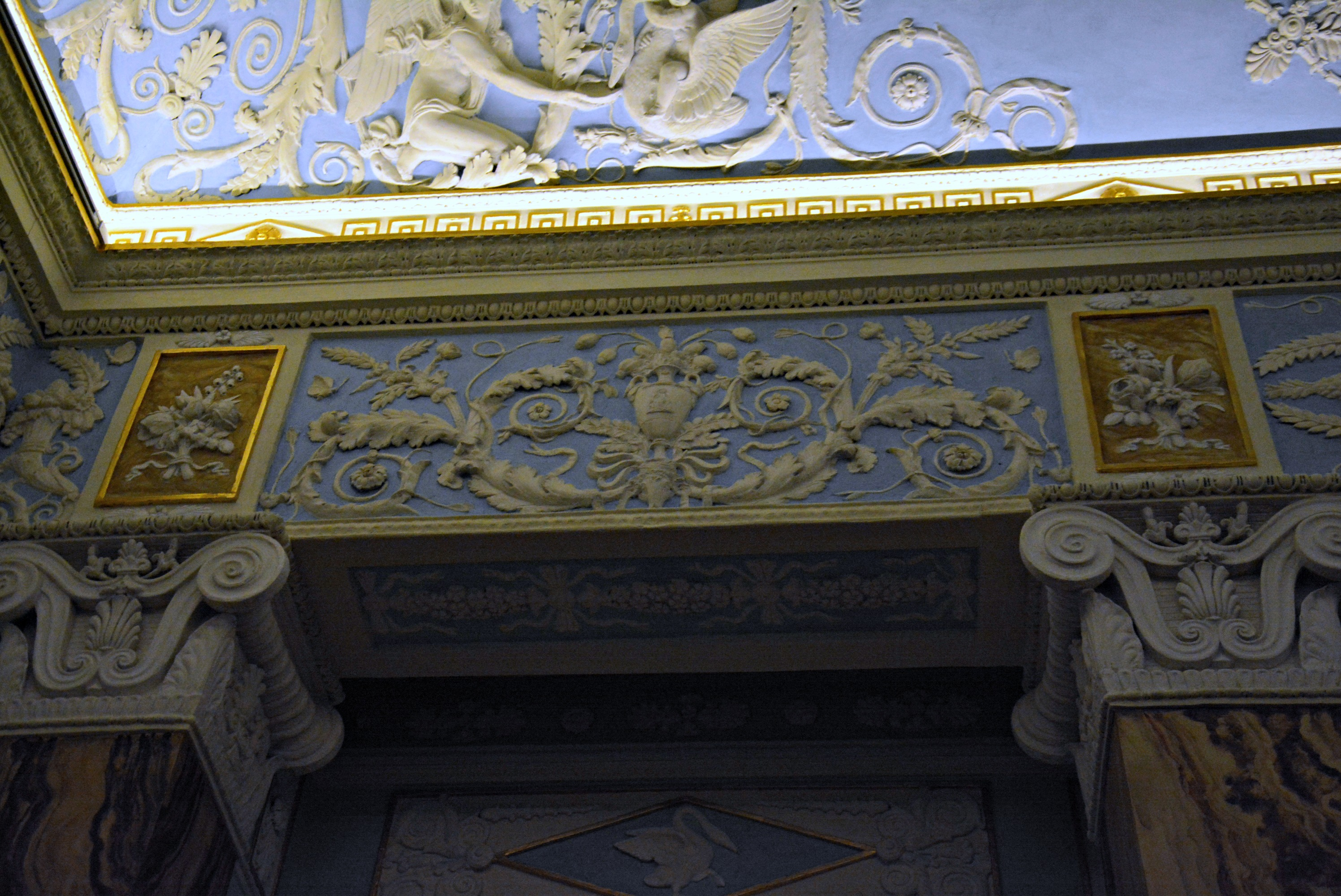
Palazzo Zevallos, pijlers
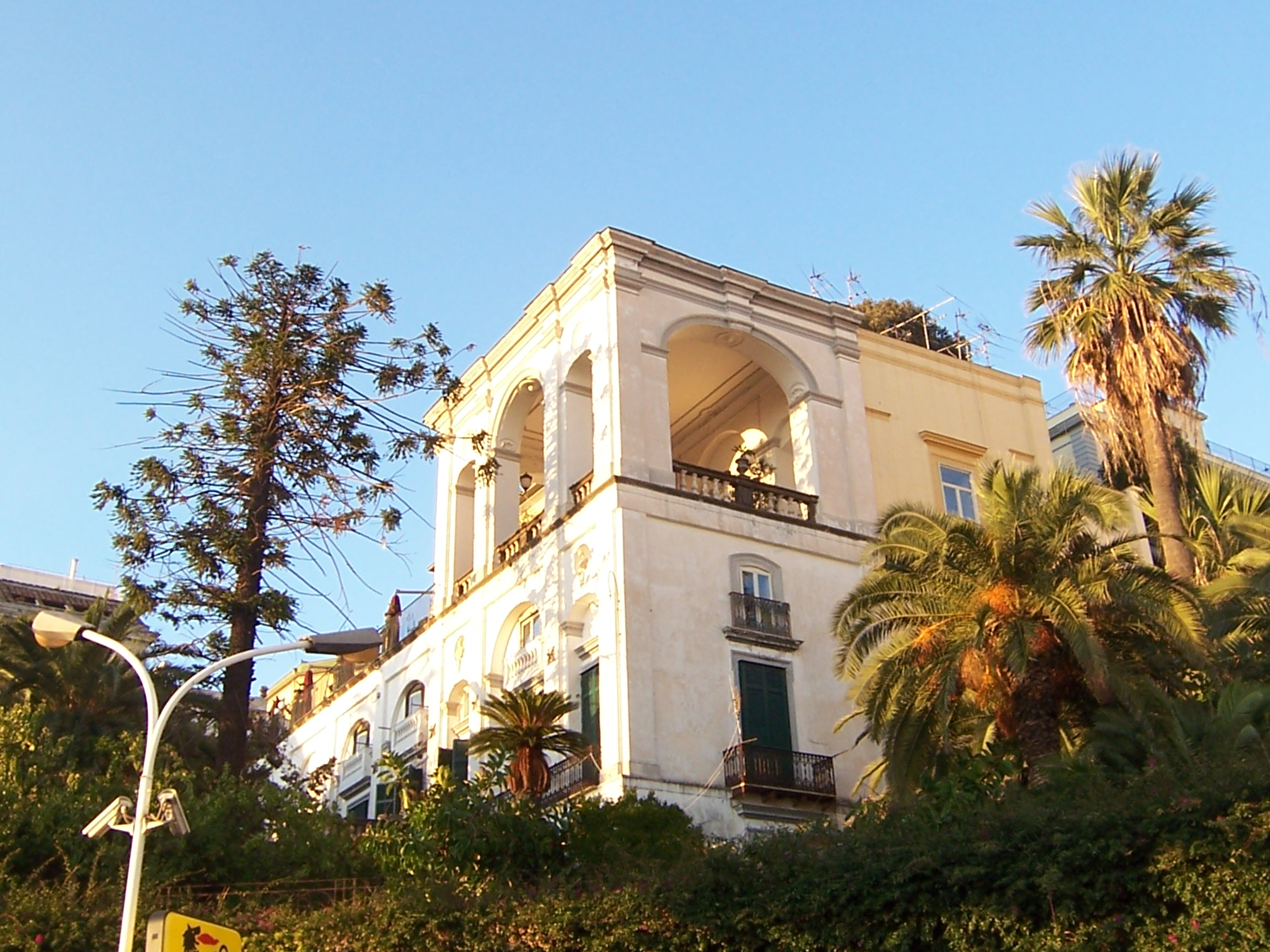
Villa Carafa van Belvedere, ooit Palazzo Vandeneynden in Napels
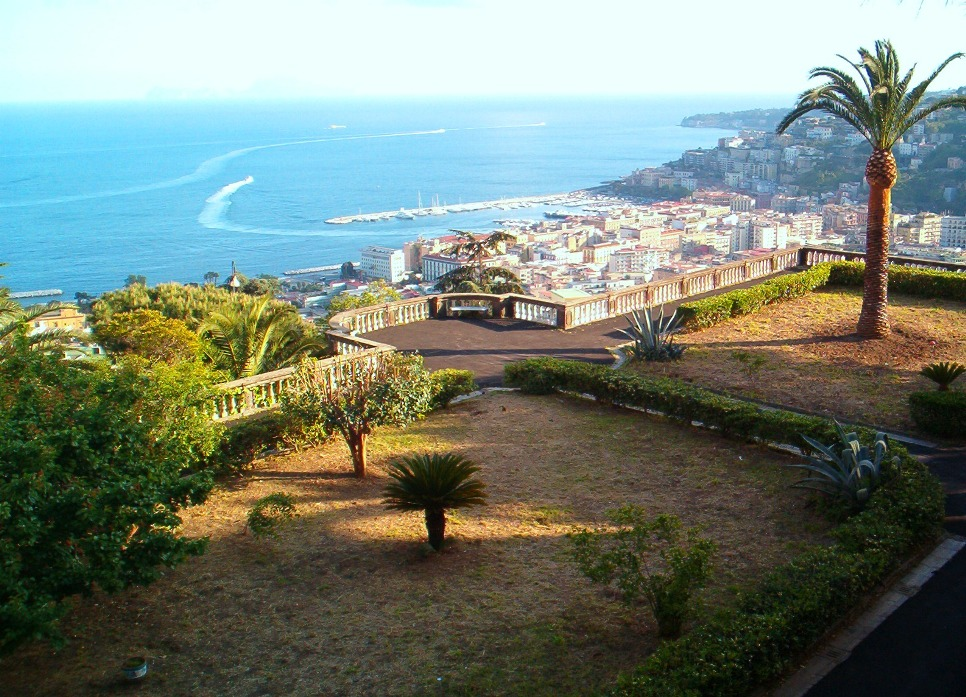
Terras van Villa Carafa of Belvedere